# Lista de deputados estaduais de Roraima da 6.ª legislatura
Esta é a lista de deputados estaduais de Roraima eleitos para a legislatura 2011–2015. Um total de 24 deputados foram eleitos.

## Composição das bancadas
| Partido | Líder                  | Bancada | Posição      |
| ------- | ---------------------- | ------- | ------------ |
| DEM     | Jalser Renier          | 3 / 24  | Governo      |
| PR      | Remidio da Amatur      | 2 / 24  | Governo      |
| PSDB    | Aurelina Medeiros      | 2 / 24  | Governo      |
| PSB     | Ionilson Sampaio       | 2 / 24  | Oposição     |
| PRTB    | Leonidio Netto         | 2 / 24  | Oposição     |
| PSL     | Dhiego Coelho          | 2 / 24  | Oposição     |
| PMDB    | Rodrigo Jucá           | 1 / 24  | Governo      |
| PPS     | Marcelo Cabral         | 1 / 24  | Governo      |
| PMN     | Jean Lobato            | 1 / 24  | Oposição     |
| PP      | Brito Bezerra          | 1 / 24  | Oposição     |
| PRB     | Marcelo Natanael       | 1 / 24  | Independente |
| PSC     | Ângela Aguida Portella | 1 / 24  | Oposição     |
| PV      | Joaquim Ruiz           | 1 / 24  | Independente |
| PDT     | Chicão Silveira        | 1 / 24  | Oposição     |
| PTC     | Flamarion Portela      | 1 / 24  | Independente |
| PSDC    | George Melo            | 1 / 24  | Independente |
| PCdoB   | Soldado Sampaio        | 1 / 24  | Oposição     |

## Deputados Estaduais
Vinte e quatro deputados estaduais foram eleitos no estado de Roraima.
| Número | Deputados estaduais eleitos | Partido | Votação | Percentual | Cidade onde nasceu | Unidade federativa |
| 22789  | Mecias de Jesus             | PR      | 9.143   | 4,06%      | Graça Aranha       | Maranhão           |
| 15156  | Rodrigo Jucá                | PMDB    | 6.444   | 2,86%      | Recife             | Pernambuco         |
| 45555  | Aurelina Medeiros           | PSDB    | 5.289   | 2,35%      | Morada Nova        | Ceará              |
| 23234  | Marcelo Cabral              | PPS     | 4.595   | 2,04%      | Amajari            | Roraima            |
| 45188  | Chico Guerra                | PSDB    | 4.592   | 2,04%      | Boa Vista          | Roraima            |
| 22123  | Remídio da Amatur           | PR      | 4.355   | 1,93%      | Iporã              | Paraná             |
| 25456  | Celio Wanderley             | DEM     | 4.223   | 1,87%      | Boa Vista          | Roraima            |
| 25123  | Jalser Renier               | DEM     | 4.209   | 1,87%      | Boa Vista          | Roraima            |
| 33123  | Jean Lobato                 | PMN     | 3.909   | 1,73%      | Boa Vista          | Roraima            |
| 25789  | Naldo da Loteria            | DEM     | 3.847   | 1,71%      | Pesqueira          | Pernambuco         |
| 11111  | Brito Bezerra               | PP      | 3.664   | 1,63%      | Milagres           | Ceará              |
| 40123  | Ionilson Sampaio            | PSB     | 3.395   | 1,51%      | São José do Egito  | Pernambuco         |
| 10555  | Marcelo Natanael            | PRB     | 3.109   | 1,38%      | Monte Alegre       | Pará               |
| 20120  | Ângela Aguida Portella      | PSC     | 3.059   | 1,36%      | Caçador            | Santa Catarina     |
| 40456  | Gabriel Picanço             | PSB     | 3.018   | 1,34%      | Nhamundá           | Amazonas           |
| 43111  | Joaquim Ruiz                | PV      | 2.779   | 1,23%      | Manaus             | Amazonas           |
| 12111  | Chicão da Silveira          | PDT     | 2.692   | 1,19%      | Itapagipe          | Minas Gerais       |
| 28028  | Coronel Chagas              | PRTB    | 2.318   | 1,03%      | Porto Xavier       | Rio Grande do Sul  |
| 36611  | Flamarion Portela           | PTC     | 2.295   | 1,02%      | Coreaú             | Ceará              |
| 17258  | Dhiego Coelho               | PSL     | 2.192   | 0,97%      | Boa Vista          | Roraima            |
| 27123  | George Melo                 | PSDC    | 2.085   | 0,92%      | Boa Vista          | Roraima            |
| 28123  | Leonidio Netto              | PRTB    | 2.006   | 0,89%      | Pancas             | Espírito Santo     |
| 65190  | Soldado Sampaio             | PCdoB   | 1.719   | 0,76%      | Pedreiras          | Maranhão           |
| 17771  | Jânio Xingu                 | PSL     | 1.666   | 0,74%      | São Félix do Xingu | Pará               |